# La Vacherie
La Vacherie és un municipi francès situat al departament de l'Eure i a la regió de Normandia. L'any 2007 tenia 531 habitants.

## Demografia

### Població
El 2007 la població de fet de La Vacherie era de 531 persones. Hi havia 189 famílies de les quals 27 eren unipersonals (12 homes vivint sols i 15 dones vivint soles), 46 parelles sense fills, 104 parelles amb fills i 12 famílies monoparentals amb fills.
La població ha evolucionat segons el següent gràfic:
Habitants censats

### Habitatges
El 2007 hi havia 208 habitatges, 186 eren l'habitatge principal de la família, 16 eren segones residències i 6 estaven desocupats. Tots els 201 habitatges eren cases. Dels 186 habitatges principals, 176 estaven ocupats pels seus propietaris, 9 estaven llogats i ocupats pels llogaters i 2 estaven cedits a títol gratuït; 1 tenia una cambra, 4 en tenien dues, 15 en tenien tres, 54 en tenien quatre i 112 en tenien cinc o més. 149 habitatges disposaven pel capbaix d'una plaça de pàrquing. A 60 habitatges hi havia un automòbil i a 121 n'hi havia dos o més.

### Piràmide de població
La piràmide de població per edats i sexe el 2009 era:
| Homes | Edats   | Dones |
| ----- | ------- | ----- |
| 0     | 95 o +  | 0     |
| 0     | 90 a 94 | 0     |
| 0     | 85 a 89 | 0     |
| 0     | 80 a 84 | 0     |
| 0     | 75 a 79 | 0     |
| 0     | 70 a 74 | 12    |
| 8     | 65 a 69 | 4     |
| 12    | 60 a 64 | 0     |
| 16    | 55 a 59 | 20    |
| 4     | 50 a 54 | 8     |
| 28    | 45 a 49 | 12    |
| 16    | 40 a 44 | 24    |
| 28    | 35 a 39 | 8     |
| 40    | 30 a 34 | 24    |
| 20    | 25 a 29 | 36    |
| 4     | 20 a 24 | 16    |
| 20    | 15 a 19 | 28    |
| 16    | 10 a 14 | 16    |
| 16    | 5 a 9   | 32    |
| 24    | 0 a 4   | 20    |

## Economia
El 2007 la població en edat de treballar era de 348 persones, 276 eren actives i 72 eren inactives. De les 276 persones actives 252 estaven ocupades (136 homes i 116 dones) i 23 estaven aturades (10 homes i 13 dones). De les 72 persones inactives 33 estaven jubilades, 22 estaven estudiant i 17 estaven classificades com a «altres inactius».

### Ingressos
El 2009 a La Vacherie hi havia 188 unitats fiscals que integraven 557 persones, la mediana anual d'ingressos fiscals per persona era de 21.175 €.

### Activitats econòmiques
Dels 16 establiments que hi havia el 2007, 2 eren d'empreses de fabricació d'altres productes industrials, 5 d'empreses de construcció, 1 d'una empresa de comerç i reparació d'automòbils, 1 d'una empresa de transport, 2 d'empreses financeres, 2 d'empreses de serveis, 2 d'entitats de l'administració pública i 1 d'una empresa classificada com a «altres activitats de serveis».
Dels 6 establiments de servei als particulars que hi havia el 2009, 1 era un paleta, 2 guixaires pintors, 2 fusteries i 1 perruqueria.
L'any 2000 a La Vacherie hi havia 7 explotacions agrícoles que ocupaven un total de 306 hectàrees.

## Poblacions més properes
El següent diagrama mostra les poblacions més properes.